# Asplenium moupinense
Asplenium moupinense là một loài thực vật có mạch trong họ Aspleniaceae. Loài này được Franch. miêu tả khoa học đầu tiên năm 1887.